# قهوه جو

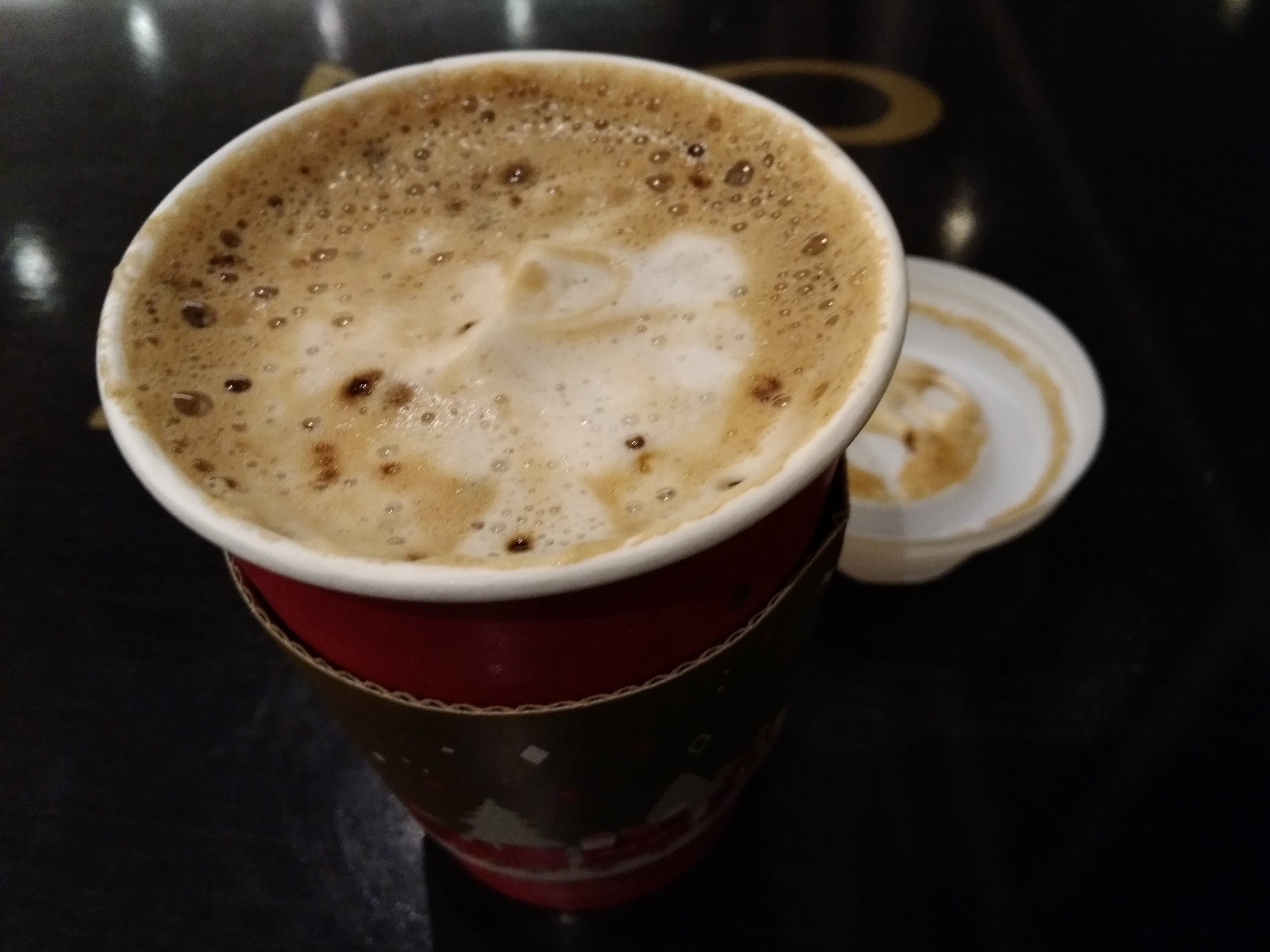
لاته جو

کافه دِاورتزو (معادل ایتالیایی قهوه جو) که اغلب به سادگی به اُرزو خلاصه می‌شود، نوعی نوشیدنی گرم است که منشأ آن ایتالیا است. اورزو یک قهوه غلات بدون کافئین است که از جو آسیاب شده (orzo در ایتالیایی، از لاتین hordeum) تهیه می‌شود. این نوشیدنی به سبک اسپرسو است و چون مستقیماً از جو برشته شده تهیه می‌شود، می‌توان آن را به راحتی در اسپرسوساز و قهوه‌سازهای معمولی تهیه کرد. در ایتالیا به‌طور گسترده‌ای در دستگاه‌های فروش قهوه موجود است و به‌طور سنتی به عنوان جایگزین قهوه برای کودکان در نظر گرفته می‌شود.
در ایتالیا قهوه جو را در دستگاه‌های اسپرسوساز سنتی ایتالیایی در کافه‌ها درست می‌کنند. در عوض، خانواده‌های ایتالیایی تمایل دارند آن را با استفاده از اورزیرا، یک موکاپات که با جو سازگار است، درست کنند.
در طول جنگ جهانی دوم و در دوران پس از جنگ، قهوه جو و کاسنی جایگزین محبوبی برای قهوه شدند که به دلیل جیره‌بندی و کمبود مواد غذایی گران بود. در کشورهای اروپایی با دوره بسیار طولانی پس از جنگ، مانند اسپانیا، این تصویر از جو به عنوان جایگزین ارزان قیمت قهوه هنوز در حافظه مردم باقی مانده است. در ایتالیا ده‌ها برشته کننده وجود دارند که کافه داورتزو درست می‌کنند و این نوشیدنی بسیار محبوب است. در خارج از ایتالیا و به خصوص در آلمان نیز، مصرف کافه دِاورتزو به عنوان یک نوشیدنی سالم به آرامی در حال افزایش است.
یک نوع نوشیدنی به نام کافه د سبادا ("قهوه جو") به اسپانیایی و سوادا به پرتغالی در بازارهای آمریکای لاتین موجود است، اگرچه اغلب به‌جای نوشیدنی قهوه مانند، بیشتر به موگی‌چا شبیه است. نوشیدنی‌های جو برشته شده فوری با نام‌های تجاری مختلفی (اگرچه بیشتر آنها از ترکیب غلات و نه فقط جو تهیه می‌شوند) در میان مانند کارو (اروپا، نیوزیلند)، پرو (سوئیس، ایالات متحده)، بارلی‌کاپ (بریتانیا) و اکو (شیلی) در دیگر مناطق فروخته می‌شوند.